# Atzeneta d'Albaida
Atzeneta d'Albaida (tiếng Tây Ban Nha: Adzaneta de Albaida) là một đô thị ở comarca Vall d'Albaida, tỉnh Valencia, cộng đồng Valencia, Tây Ban Nha.

## Các công trình nổi bật
- Nhà thờ San Juan Bautista (thế kỷ 18)
- Hermitage of Cristo del Calvario.
- Nevera de Dalt.
- Nevera de Baix